# Maria Adela Pont Arnaiz
Maria Adela Pont Arnaiz, més coneguda com Nina Pont, (Manresa, Bages, 20 de gener de 1967) és una exjugadora de basquetbol i dirigent esportiva catalana.
Des de l'any 2022 és presidenta del Club Bàsquet Femení Manresa. Arran d'això, el 2024 va ser premiada com a millor directiu en la 53a Nit de l'Esportista de Manresa.